# Alexandre Langlade
Pour les articles homonymes, voir Langlade.
 (août 2012).
Alexandre Langlade est un poète français de langue occitane, né le 14 octobre 1820 à Lansargues (Hérault) où il est mort le 5 février 1900. Son œuvre la plus connue est certainement le poème L'estanc de l'Ort.

## Biographie
Philippe Alexandre Langlade est né en 1820 à Lansargues dans une famille modeste, ainé des trois enfants qu'eurent Jean Langlade et Françoise Lange. Langlade se rendit à l'école de sa commune jusqu'à ses quatorze ans puis commença à travailler dans l'atelier familial. Après avoir travaillé comme cordonnier avec son père quelque temps, il s'installa à Lion pour travailler dans une pharmacie tenu par un ami de la famille. En recherche d'aventures, il décida ensuite de s'embarquer pour le continent américain en octobre 1839 avec un ami, ce qu'ils ne parvinrent néanmoins pas à faire puisque les deux amis manquèrent l'embarquement. Quand Langlade fut informé qu'en Afrique la guerre reprenait, il s'engagea dans l'armée en novembre 1839 et participa alors à diverses campagnes en 1840 et 1841 sous les ordres du colonel Changarnier. Il fit montre d'un grand courage mais aussi de beaucoup d'insubordination. Après un court passage dans une garnison de Paris, il eut l'occasion de visiter de nombreux musées et de s'intéresser à la musique. Il rentra chez lui à Lansargues plus tard, y travailla la terre et y fonda une famille à partir de juin 1852 quand il se maria avec Agate Pochet.
Il est élu majoral du Félibrige en 1876.

## Odonymie
- Une rue porte son nom à Lansargues.
- Une rue porte également son nom à Montpellier. C'est une voie privée située au bout de la rue Jacqueline Maillan dans le quartier de la Croix d'Argent.

## Œuvres
- 1873 : - La viradona : Revue des langues romanes (Montpellier IV), p. 424-448 + tiré à part.
- 1874 : - La reino dau Miejour : Armargna cevenòu Alès, p. 74-78 ; Felibrige Latin, tome XI, p. 24-31 (1900).

- Souveni de mon amie Refounat : Lunel, Cros in 8°, 16 pages.
- Sounet a Petrarco : Armagna Cevenòu, Alès, p. 76. Revue des langues romanes VII, 1975.
- 1875 : - L'estanc de l'ort : Revue des Langues Romanes (Montpellier) – Concours philologique et littéraire (1° chant) – Occitania (Montpellier) 1888, p. 149-160 (1° chant).

- La cigala e la fourniga : Revue des langues Romanes, VII, p. 341 – 344 ; Armanac de Langadò, Alès, 1976.
- Una vesprada : Revue des langues romanes, tome VII, p. 597-601.
- 1878 : - Luseta : Armanac de Lengadò, Alès, p. 49-59

- Un nis de lauseta : La lauseta, Montpellier, 1878.
- La Lauseta : Le banquet de l’Alouette, Société d'Alliance Latine Paris, Sandoz et Fischbacher.
- Lou garda mas : Revue des langues romanes, tome XI et XII 1877-1878 et tiré à part.
- 1879 : - La republica : La Lauseta, Montpellier. p. 14.

- Lous las d'amour : Revue des langues romanes XV, XVI et tiré à part.
- 1880 : - A la Mata escabartada : Album macedo-roman Bucarest p. 57-58.

- Malhan e Daudet : Revue des langues romanes XVIII, p. 183-188 et tiré à part.
- 1881 : - La Cansoun de la cigala : L'Iòu de Pascas-Montpellier 1881, p. 28-31.

- Lou pin et lou caniè : Revue des langues romanes, tome XIX, p. 17-19.
- La fadeta d'en garriga : Revue des langues romanes XX, p. 26-28.
- 1882 : - Lou sourel e las granoulhas : L'Iòu de Pascas, Montpellier, p. 85-85.

- Paulet et Gourgas : Revue des langues romanes, XXI, p. 226-237 et tiré à part.
- 1882-83 : - Lou flume : L'Iòu de Pascas, Montpellier 1883, réédité en 1897 sous le titre de Lou fluve sans indication de lieu ni d'imprimeur.
- 1883 : - Lou destourbi das aucels : Revue des langues romanes, tome XXIII, p. 240-242

- A perpau de Boucherie e de Peyrotas : Revue des langues romanes, tome XXIV p. 186. Lou tioulat paternel, Clermont-l'Hérault, 1898 ; Armanac Mont-Pelieirenc de 1899, p. 21 et Felibrige latin, IX, p. 21.
- Dous fleus : Les felibres, Paris, Maisonneuve, 1883, p. 65.
- 1884 : - L'Agnelou Banudet

- Printèm
- Cigau et Cigala
- Lou nivoulas
- A mon ami Pau Marietoun, pèr la mort de soun pauvre fraire revue lyonnaise tomes VI et VII et tiré à part Lyon, Pitrat.
- Le chant du Latin de V. Alexandri, traduit en provençal par F. Mistral et en languedocien par A. Langlade. Centenaire de Favre - Montpellier Boehm et fils, 4 pages et Journal du centenaire 22-25 mai p. 15, Montpellier, Grollier, tiré à part, 4 pages
- Lou nis de Cardounilha : Revue des langues romanes, tome XXVI, p. 285-285.
- Lou Perussas e l'abelha : Revue des langues romanes, tome XXV,
p. 93-96 et Felibrige latin, tome VIII p. 122-124.
- Lou nivoulas : Revue du monde latin, tome IV, p. 382-385.
- 1885 : - Lou progrès : Revue du monde latin, tome III, p. 504-507

- André : Revue des langues romanes, tome XXVIII p. 135-137.
- 1885-86 : - La Fado Seranelo, fragments, Revue Felibréenne tome I p. 409, Tome II p. 14, un autre fragment de cette œuvre est paru dans le felibrige latin de 1892 tome III p. 301-303, sous le titre La Velha d'una magistralada.
- 1888 : - Souvenir dau 19 de décembre 1887, (recueil nuptial. 1° et la 2° pièces non signées sont de Langlade) Montpellier, Imprimerie Centrale du Midi.

- La Roumpuda : Occitania, Montpellier, tome I, p. 316-322, septembre 1888.
- 1890 : - Au paure Aubanel : Le felibrige latin, Montpellier, tome I, p. 11-12.
- 1891 : - Lou Messiounari : Felibrige latin, tome II, p. 211-214

- La Labechada : La brise du soir, Montpellier (Imp. Boehm) Lou Labech, Montpellier (Hamelin) et Felibrige latin p. 224-225
- La filha e lou miougranié : Armanac Mountpellierain de 1891, p. 98.
- Souveni de la Pantacousta de MDCCCXCI. Felibrige Latin tome II p. 28 et suivantes.
- 1893 : - Lou Felibre a soun amiga : Felibrige latin, tome III, 1893, p. 225-231.

- Per lou batema de Mounet Armanac Mount-pelieirenc de 1893, p. 111-112.
- 1894 : - Lou viage de la Reina : Armanac Mount-Pelieirenc, 1894, p. 3-4.

- Lous vins de l'Eraut : Armanac Mount-Pelieirenc, 1894
- A Jana d'Arc : Felibrige latin, tome V, p. 197.
- La cansoun de Jana d'Arc : Felibrige latin, tome V, p. 197-199.
- L'Alèrta : Revue felibreenne, Paris, p. 269-280 et tiré à part (1895).
- 1896 : - Lou bastiment : Félibrige latin tome VII p. 231-232, Armanac mount-Pelieirenc, 1897.
- 1897 : - Lou figaro lansargou : Felibrige latin, VII, p. 226-27 et Armanac Mount-Pelieirenc 1897.
- 1898 : - Lou cant del latin - La passioun, La mort et la renaissença de la França : Félibrige latin, tome IX, p. 7-22, et tiré à part. Imprimerie Centrale du Midi Montpellier.

- Lou Milhounari e soun pourtié : Felibrige latin, tome IX, p. 140-146.
- 1899 : - Per un grand pople : Felibrige latin, tome XI, p. 33.

- La Rosa Reina : Felibrige latin, tome V, p. 151, Armana Mount-Pelieirenc 1900 et Libre nouvial de Madoumaiselo Roso Laforgos et dal viscomte Bernat d'Armagnac, Montpellier, Hamelin MDCCCCI.

## Pour approfondir